# Päla
Att päla innebar i gamla tider att dricka öl eller brännvin från "mått till mått", en sedvänja i dryckeslag för att mäta hur mycket en man tålde. I gamla dryckeskärl satt små "knappar", pälar, på insidan av kärlet. Ordet kommer från latinets pagella över lågtyskans pegel 'mått' och finns kvar i ordet pejla och som namn på ett vattenmätningsredskap. Pelarorden i Stockholm har enligt Mats Rehnberg också fått sitt namn efter denna gamla sedvänja.
Päla, från latinets pilare (beröva ngn håret, rycka ut hår), att på ett garveri ta bort päls eller hår på en djurhud eller ett djurskinn.